# Даніель Стрігель
Даніель Стрігель (нім. Daniel Strigel, нар. 13 лютого 1975, Мангайм, Німеччина) — німецький фехтувальник на шпагах, бронзовий призер Олімпійських ігор 2004 року.

## Виступи на Олімпіадах
| Олімпіада   | Дисципліна          | Місце |
| ----------- | ------------------- | ----- |
| Сідней 2000 | командна шпага      | 5     |
| Афіни 2004  | індивідуальна шпага | 8     |
| Афіни 2004  | командна шпага      | 3     |